# The Great Raid
The Great Raid er en amerikansk krigsfilm fra 2005, instrueret af John Dahl.

## Handling
Da Pearl Harbor blev angrebet af japanerne under 2. verdenskrig, mistede USA kontrollen over deres militære baser i Sydøstasien, og tusinder af amerikanske soldater blev taget som krigsfanger efterfølgende. Næsten alle krigsfanger døde, på nær en håndfuld på ca. 500 mænd, der var placeret i en fangelejr på Filippinerne, bevogtet af hundredvis af japanske soldater.
The Great Raid handler om hvordan disse fanger blev reddet af 120 specialtrænede soldater, med opbakning fra den lokale modstandsbevægelse.